# Gózd (województwo podkarpackie)
Gózd – dawniej Gózd Huciański wieś w Polsce położona w województwie podkarpackim, w powiecie niżańskim, w gminie Harasiuki.
| SIMC    | Nazwa        | Rodzaj    |
| ------- | ------------ | --------- |
| 0793124 | Strzęciwilki | część wsi |
| 0793130 | Za Wygonem   | część wsi |

Wieś leży na wschód od Niska, a na zachód od Biłgoraja, w połowie drogi pomiędzy tymi miastami. Odległości drogowe od obu miast wynoszą około 24 km.
W latach 1975–1998 miejscowość administracyjnie należała do województwa tarnobrzeskiego.
Wieś jest sołectwem w gminie Harasiuki. 
16 czerwca oddział kałmucki w służbie niemieckiej spacyfikował wieś. Kałmucy zamordowali 7 osób i spalili kilka zabudowań.
Wierni Kościoła rzymskokatolickiego należą do parafii Podwyższenia Krzyża Świętego w Hucie Krzeszowskiej.